# Arcidiocesi di Palto
L'arcidiocesi di Palto (in latino Archidioecesis Paltena) è una sede soppressa del patriarcato di Antiochia e una sede titolare della Chiesa cattolica.

## Storia
Palto, identificabile con Belde-el-Melek nell'odierna Siria, è un'antica sede arciepiscopale della provincia romana della Siria Prima nella diocesi civile d'Oriente e nel patriarcato di Antiochia. Come tutte le sedi episcopali di questa provincia, essa dipendeva direttamente dal patriarca di Antiochia, che la elevò, come altre diocesi della provincia, al rango di sede arcivescovile autocefala, come documentato da una Notitia episcopatuum datata alla seconda metà del VI secolo.
Sono diversi i vescovi conosciuti di quest'antica sede. Cimazio, vescovo ariano, visse a metà circa del IV secolo. Patrizio fu presente al sinodo di Antiochia del 363 e Severo al concilio di Costantinopoli del 381. Eupreprio è menzionato, verso il 390, in un manoscritto siriaco. Il vescovo più conosciuto di Palto è Saba, documentato in quattro occasioni: al sinodo di Antiochia del 445 e a quello di Costantinopoli del 448; al concilio di Calcedonia del 451 si fece rappresentare da Acolio (o Ascolio) di Laranda; infine nel 458 sottoscrisse la lettera dei vescovi della Siria Prima all'imperatore Leone dopo la morte di Proterio di Alessandria. Giovanni e Eucario vissero nella prima metà del VI secolo; Eucario è menzionato in una lettera di Severo di Antiochia.
Dal XIX secolo Palto è annoverata tra le sedi arcivescovili titolari della Chiesa cattolica; la sede è vacante dal 26 giugno 1967.

## Cronotassi

### Vescovi  e arcivescovi greci
- Cimazio † (metà del IV secolo) (vescovo ariano)
- Patrizio † (menzionato nel 363)
- Severo † (menzionato nel 381)
- Euprepio † (menzionato nel 390 circa)[3]
- Saba † (prima del 445 - dopo il 458)
- Giovanni † (inizio del VI secolo)
- Eucario † (prima metà del VI secolo)

### Arcivescovi titolari
- Ephrem Giesen, O.F.M. † (23 luglio 1902 - 6 agosto 1919 deceduto)
- Próspero Maria Gustavo Bernardi, O.S.M. † (15 dicembre 1919 - 1º febbraio 1944 deceduto)
- James Francis Louis McIntyre † (20 luglio 1946 - 7 febbraio 1948 nominato arcivescovo di Los Angeles)
- Maximilien de Fürstenberg † (14 marzo 1949 - 26 giugno 1967 nominato cardinale presbitero del Sacro Cuore di Gesù a Castro Pretorio)